# Grabinek (Ostróda)
Pour les articles homonymes, voir Grabinek.
Grabinek est un village polonais de la voïvodie de Varmie-Mazurie, dans le powiat d'Ostróda.